# Roma Calcio Femminile
La Roma Calcio Femminile, meglio nota come Roma e talvolta abbreviata come Roma CF per distinguerla dalla squadra femminile ufficiale dell'AS Roma, è una storica società calcistica femminile con sede a Roma. Tra le più longeve società che partecipano al campionato italiano femminile di calcio, ha militato più volte in Serie A, la massima serie nazionale, l'ultima nella stagione 2011-2012. Milita in Serie C, la terza serie del campionato italiano.

## Storia

### Gli inizi
Il club nacque in zona Ostia nel 1965 come A.C.F. Roma Lido (nata quindi come rappresentativa del calcio femminile a Ostia) su iniziativa di Mira Rosi Bellei, insegnante di educazione fisica, moglie di Franco Bellei, a sua volta fondatore, nel 1968, della Lazio 2000.
Il primo campo di gioco fu quello del Lido di Ostia, su cui la squadra si allenava tra le 5 e le 7 del mattino.
Il presidente della Roma, Franco Evangelisti, non fece alcun problema per il nome che avevano assunto perché differente dal loro (A.S. Roma) soprattutto nel 1968, quando all'atto dell'affiliazione alla F.I.C.F. decisero di iscriversi come A.C.F. Roma togliendo dalla denominazione il "Lido".
Il club giallorosso nel giro di due anni disputa alcune amichevoli, la prima in assoluto fu disputata a Nettuno il 28 ottobre 1967 contro il Femminil Club Napoli e terminò pari (2-2). In nessun modo la professoressa Bellei cercò di portar via le ragazze alle altre squadre sorte a Roma con metodi antisportivi e, con i primi successi, lo spirito di emulazione portò tante giovani a riconoscersi nella Roma e a voler chiedere di poter giocare con le giallorosse.
La Lazio 2000 fu costituita da Franco Bellei alla fine del 1967, primi mesi del 1968, per poter permettere a tutte le ragazze di poter giocare fra di loro trovare subito un "partner" con cui confrontarsi e la scelta di quel nome fu fatto solo per comodità e senza la contrapposizione in atto fra le squadre calcistiche maschili.
Entrambe le società romane si presentarono il 4 febbraio 1968 allo studio dell'avvocato Trabucco e costituirono la F.I.C.F., federazione che gestì il primo campionato femminile e riuscì a calamitare tutte le maggiori e più vecchie compagini femminili sorte fra il 1965 e il 1967, malgrado alcune defezioni, società che confluirono nell'UISP.
Vinto il girone sud imbattuta, la Roma si presentò al doppio confronto contro le torinesi del Real Torino dei fratelli Rambaudi. Vinto agevolmente il primo incontro, rischiò di perdere l'ingresso in finale perché a Torino, sotto di un gol, fu il suo portiere Adriana Federici ad evitare la capitolazione parando un rigore alla torinese Silvana Cittadino, riuscendo poi a pareggiare l'incontro e andare allo spareggio sul neutro di Pisa, incontro e scudetto poi vinto dal Genova.

### Lo scudetto vinto, perduto e restituito
La "Federazione di Viareggio", come venne battezzata la F.I.C.F., con il suo primo campionato smosse le aspettative di molte squadre di provincia che sorsero repentinamente molto spesso a scapito di quelle già esistenti.
La trasmigrazione delle ragazze, soprattutto minorenni, mise in difficoltà la F.I.C.F. che aveva copiato parte del proprio statuto dalla F.I.G.C. avendo previsto solo un vincolo annuale per tutte le calciatrici e il mancato rinnovo dei cartellini delle più giovani provocò seri problemi. Alcune ragazze lasciarono la Lazio 2000 per passare alla neo-costituita Zucchet Lazio che si iscrisse al campionato U.I.S.P.
Il campionato F.I.C.F. 1969 vide ancora Genova e Roma protagoniste, ma fu necessario uno spareggio a Grosseto per poterlo assegnare, spareggio deciso dal gol di Barbara Ostili al 24' del secondo tempo.
Mentre si preparano le basi per il campionato 1970, domenica 25 gennaio a Torino alla premiazione degli arbitri che presero parte alla Coppa Europa girano voci di secessione e per la F.I.C.F. in lotta per il riconoscimento del C.O.N.I. è un brutto colpo. La Roma si è schierata dalla parte delle ammutinate capitanate dalla Gommagomma di Meda già il 5 gennaio, quando, nell'ufficio del Sottosegretario dello Sport e Spettacolo on. Franco Evangelisti, Mira Bellei firma con altre 9 società l'atto costitutivo della F.F.I.G.C. romana.
La F.I.C.F. di colpo si trova senza squadre e senza calciatrici da tesserare. Nel tentativo di ricucire lo strappo la F.I.C.F. cerca in extremis di farle recedere, ma, nell'assemblea della F.I.C.F. dell'8 febbraio indetta da Mazzoni e Rambaudi, il direttivo usa il pugno di ferro e decide di togliere lo scudetto vinto dalla Roma per assegnarlo al Genova secondo classificato, altra società dimissionaria la quale, sportivamente, riconosce alle giallorosse il merito acquisito sul campo respingendo la delibera.
Il titolo rimase non assegnato per 3 lunghi anni, fino a quando la Federazione Unificata (la F.F.I.U.G.C.) con suo comunicato n. 46 del 23 dicembre 1973 lo rese definitivamente alla Roma.

### La rinuncia al campionato

La Roma che disputa la Coppa Città di Palermo nel 1974

I Bellei non avevano mai pagato degli stipendi alle calciatrici e quei pochi premi dati a fine partita a titolo di rimborso spese erano dovuti esclusivamente agli introiti derivati dalla vendita dei biglietti da parte delle società che settimanalmente per amichevoli o per partite di campionato le ospitavano sul loro campo. Mira Bellei era arrivata anche a rifiutare la sponsorizzazione dell'Algida perché la società si reggeva esclusivamente con questi ridotti introiti riuscendo a pagare da sola anche le trasferte in aereo a Cagliari. L'aver detto sì alla ditta Martinel Mobili fu un caso eccezionale e non la causa effettiva della mancata iscrizione al campionato 1974.
Ben più gravi i motivi che indussero la Bellei ad abbandonare il calcio giocato ritirando la squadra. La causa più grave fu senza dubbio le avances fatte da alcuni dirigenti e/o presidenti di squadre laziali e limitrofe di voler portar loro via delle calciatrici offrendo degli assegni postdatati. Segnalato il grave problema alla F.I.G.C.F., fu proprio il mancato intervento del presidente Giovanni Trabucco da sempre vicino alla squadra giallorossa – che non prese d'ufficio alcuna decisione atta a tutelare il club capitolino danneggiato dal comportamento antisportivo e truffaldino di altre società affiliate – a far traboccare il vaso e far recedere la presidentessa giallorossa la quale prese la definitiva decisione di chiudere con quello che non riusciva più a considerare come uno sport pulito. Inutili le sollecitazioni da parte della stampa sportiva romana che accusò la professoressa di voler distruggere per motivi personali la società, che aveva ormai assunto una posizione di rilievo nel panorama nazionale e che veniva così cancellata con un colpo di spugna.

## Cronistoria
| Cronistoria della Roma C.F. |
| --- |
| - 1965 - Nascita dell'A.C.F. Roma Lido - 1965-1968 - Amichevoli in ambito locale - 1968 - 1º in Serie A girone B. Perde lo spareggio scudetto. Cambio di denominazione sociale in A.C.F. Roma. - 1969 - Campione d'Italia. (1º titolo) Secessione dalla F.I.C.F. e affiliazione alla F.F.I.G.C. - 1970 - 4º in Serie A. - 1971 - 2º in Serie A. Vince la Coppa Italia. (1º titolo) - 1972 - 2º in Serie A girone C. Ammissione alla nuova Serie A. Cambio di denominazione sociale in A.C.F. Roma Martinel. - 1973 - 3º in Serie A girone B. 5º nel girone finale. - 1974 - Rinuncia all'iscrizione al campionato per difficoltà finanziarie. - 1975 - Cambio di denominazione societaria in A.C.F. Roma Prati Dinamo. Iscrizione alla Serie B laziale. Promossa in Interregionale. Cambio di denominazione sociale in A.C.F. Roma Italparati. - 1976 - 1º in Interregionale girone E. Ripescata in Serie A. - 1977 - 10º in Serie A. - 1978 - 10º in Serie A. Cambio di denominazione sociale in A.C.F. Giolli Gelati Roma. - 1979 - 10º in Serie A. - 1980 - 8º in Serie A. - 1981 - 5º in Serie A. - 1982 - 7º in Serie A. - 1983 - 4º in Serie A. - 1984 - 2º in Serie A. Cambio di denominazione sociale in A.C.F. Roma. - 1985 - 4º in Serie A. - 1985-1986 - 12º in Serie A. - 1986-1987 - 16º in Serie A. Retrocessa in Serie B. - 1987-1988 - 5º in Serie B girone C. - 1988 - Fusione societaria con l'A.S. Cinecittà e nascita della A.S. Fiamma Roma. - 1988-1989 - 7º in Serie B girone C. - 1989-1990 - 8º in Serie B girone B. - 1990-1991 - 10º in Serie B girone B. - 1991-1992 - 6º in Serie B girone B. - 1992-1993 - 2º in Serie B girone B. Perde lo spareggio promozione. - 1993-1994 - 8º in Serie B girone B. - 1994-1995 - 5º in Serie B girone B. - 1995 - Cambio di denominazione sociale in G.S. Roma C.F. - 1995-1996 - 5º in Serie B girone B. - 1996-1997 - 3º in Serie B girone C. - 1997-1998 - 2º in Serie B girone C. Rinuncia al campionato di Serie B per iscriversi al campionato di Serie C Lazio. - 1998-1999 - 1º in Serie C Lazio. Promossa in Serie B. - 1999-2000 - 8º in Serie B girone C. Rinuncia al campionato di Serie B per iscriversi al campionato di Serie C Lazio. - 2000-2001 - 1º in Serie C Lazio. Promossa in Serie B. - 2001-2002 - 12º in Serie B girone C. - 2002-2003 - 11º in Serie B girone D. - 2003-2004 - 2º in Serie B girone D. Ammessa in Serie A2. - 2004-2005 - 12º in Serie A2 girone B. Retrocessa in Serie B. - 2005-2006 - 4º in Serie B girone F. - 2006-2007 - 1º in Serie B girone E. Promossa in Serie A2. - 2007-2008 - 1º in Serie A2 girone B. Promossa in Serie A. - 2008-2009 - 5º in Serie A. - 2009-2010 - 6º in Serie A. - 2010-2011 - 6º in Serie A. - 2011-2012 - 14º in Serie A. Retrocessa in Serie A2. - 2012 - Rinuncia al campionato di Serie A2 per iscriversi in Serie C Lazio. Cambio di denominazione sociale in A.S.D. Roma C.F. - 2012-2013 - 2º in Serie C Lazio. Ripescata in Serie B. - 2013-2014 - 2º in Serie B girone D. - 2014-2015 - 2º in Serie B girone D. - 2015-2016 - 2º in Serie B girone D. - 2016-2017 - 2º in Serie B girone D. Perde lo spareggio promozione. - 2017 - Cambio di denominazione sociale in S.S.D. Roma C.F. - 2017-2018 - 1º in Serie B girone D. Ammessa agli spareggi promozione, poi persi. - 2018-2019 - 5º in Serie B. - 2019-2020 - 10º in Serie B. - 2020-2021 - 10º in Serie B. - 2021-2022 - 14º in Serie B. Retrocessa in Serie C. - 2022-2023 - 3º nel girone C di Serie C. - 2023-2024 - 12º nel girone A di Serie C. Vince lo spareggio retrocessione. - 2024-2025 - 3° nel girone C di Serie C. - 2025-2026 - nel girone C della Serie C. |

## Simboli

### Stemma
L'attuale logo della Roma femminile è composto dalla classica Lupa Capitolina.

## Palmarès

### Competizioni nazionali
- Campionato italiano: 1

1969
- Coppa Italia: 1

1971

### Competizioni giovanili
- Campionato Primavera: 1

2009-2010
- Campionato Juniores Nazionali (calcio femminile): 4

2012-2013, 2022-2023, 2023-24, 2024-25

### Altri piazzamenti
- Campionato italiano:

Secondo posto: 1971
Terzo posto: 1984
- Coppa Italia:

Finalista: 1982